# Chitrali, Sindhnur
Chitrali là một làng thuộc tehsil Sindhnur, huyện Raichur, bang Karnataka, Ấn Độ.